# Microsoft帐户
Microsoft帐户（Microsoft Account，前稱為Windows Live ID、Microsoft Passport Network與.NET Passport）是一個由微軟開發與提供的“統一登入”服務，允許使用者使用一個帳號登入許多網站。原來的定位為所有網絡商貿的單一登入服務。

## 產品概要

舊有的Microsoft Passport Network商標

很多包括微軟服務的網站如Outlook.com、MSNBC、所有MSN的服務、Xbox系列主机的Xbox Live、Skype、Microsoft Azure、.NET Messenger Service或MSDN訂閱以及數家其他與微軟關係密切的公司如Expedia與Hoyts使用這個服務。MSN的用戶會自動擁有一個他們帳戶的Live ID。最近的用戶登入數據開始允許廣告客戶使用Microsoft adCenter來用作人口統計的目標。
在2012年微軟推出的的作業系統Windows 8中，加入了使用Microsoft帐户登入的功能。

## 技術概要
一個進入交易伺服器的使用者會先重新導向到最接近的認證伺服器，然後透過SSL加密連接詢問其使用者名稱與密碼，除非使用者能夠提供一個正確的GLOBALAUTH-cookie。作為回應一個新認可的使用者（a）的電腦會被放置一個加密以及時限性的GLOBALAUTH-cookie並（b）接收一個於之前認可的認證伺服器與交易伺服器中的三重DES加密身份標籤。然後身份標籤會在傳送到交易伺服器放置一個加密的LOCALAUTH-cookie到使用者電腦，亦為時限性的。現時那些LOCAL與GLOBAL的Cookie傳到不同商貿與認證伺服器防止在有效的時間內需要認證，就像Kerberos協定。
如果使用者啓動了Passport（或Live ID）的登出，那些Cookie會被移除；不過使用者經常被其他交易伺服器的登出功能擾亂，而並非有意留下那些Cookie原封不動。該服務同時依靠使用者容許他們的瀏覽器接受來自並非原來伺服器的Cookie。

## 數位權利
Passport被電子前鋒基金會的專職侓師Deborah Pierce批評可能會威脅到個人隱私因其顯出微軟將擁有使用者資訊的完全存取與使用權。 微軟迅速地更新該穩私條款以平息使用者的恐懼。
因其在取得市場接受度上失敗，微軟最近聲明他們會停止在自己的營運外使用Passport。儘管媒體報導微軟逐漸淘汰該技術，微軟於2005年5月放出Passport服務的重大更新。2006年中微軟會放出Passport另一個更大的更新，名為“Windows Live ID”，開發者聲稱這不只是名字上的改變而是完全的修改。Windows Live ID 會連接所有的Windows Live服務如Windows Live Hotmail(MSN Hotmail)。

## 外部連結
- Microsoft Account （页面存档备份，存于）